# Machhapuchchhre
Machhapuchchhre (Nepali माछापुछ्रे) ist ein Gaunpalika, eine Landgemeinde, und  war ein Village Development Committee (VDC) im Distrikt Kaski der Provinz Gandaki in Zentral-Nepal.
Die Gemeinde wurde nach dem angrenzenden Berg Machapucharé benannt. Sie liegt 17 km nördlich von Pokhara im Hochtal des Seti Gandaki im Annapurna Himal. Sie wird eingerahmt von den Bergen Machapucharé, Annapurna III und Annapurna IV.

## Einwohner
Die jetzige Gemeinde Machhapuchchhre hatte bei der Volkszählung 2011 1729 Einwohner (davon 794 männlich) in 395 Haushalten.

## Dörfer und Weiler
Machhapuchchhre besteht aus mehreren Dörfern und Weilern. Die wichtigsten sind:
- Dhiprang (1290 m ⊙)
- Kharpani (1250 m ⊙)
- Mirsa (1470 m ⊙)
- Tuse (1328 m ⊙)